# Славгородский район (Алтайский край)
Сла́вгородский райо́н — бывший административный (сельский) и муниципальный район на северо-западе Алтайского края, существовавший с 1924 года по 2012 год.
Площадь — 2000 км².
Административный центр — город Славгород (в состав района не входил).

## География
Район расположен на северо-западе края в центральной части Кулундинской равнины. Граничит с Бурлинским, Немецким национальным, Суетским, Табунским и Хабарским районами Алтайского края, а также с Казахстаном.
На территории района добывается строительный песок, глина, поваренная соль. Климат резко континентальный. Средняя температура января −18,9 °C, июля +20,8 °C. Количество атмосферных осадков — 250—290 мм. На территории района расположены озёра Большое Яровое, Малое Яровое, Бурлинское, Секачи, Беленькое, Джаман-Гамыс, Кулундинское, Беккердиновское. Почвы — каштановые, светло-каштановые, лёгкие. Растут берёза, тополь, злаковые травы. Обитают мелкие грызуны, заяц, лиса рыжая, косуля, лось, волк, корсак.

## История
Славгородский район образован в 1924 году в составе Алтайской губернии. В 1925—1930 годах находился в составе Сибирского края, в 1930—1937 годах — в составе Западно-Сибирского края. С 1937 года находится в составе Алтайского края. 5 ноября 1938 года к Славгородскому району была присоединена часть территории упразднённого Немецкого района. 15 января 1944 года 11 сельсоветов Славгородского района были переданы в новый Бурлинский район.
Упразднён с 1 января 2012 года, территория включена в состав города краевого значения и муниципального образования (городского округа) город Славгород.

## Население
| 1959    | 1970    | 1979    | 1989    | 1996    | 1997    | 1998    |
| ------- | ------- | ------- | ------- | ------- | ------- | ------- |
| 20 724  | ↗25 736 | ↘24 752 | ↗26 280 | ↘13 400 | →13 400 | ↘13 300 |
| 1999    | 2000    | 2001    | 2002    | 2003    | 2004    | 2005    |
| ↘13 200 | ↘13 000 | ↘12 700 | ↘12 157 | ↘12 120 | ↘11 971 | ↘11 853 |
| 2006    | 2007    | 2008    | 2009    | 2010    | 2011    |         |
| ↘11 592 | ↘11 445 | ↗11 450 | ↘11 329 | ↘11 186 | ↘11 172 |         |

## Административное деление
В состав района к 2012 году входил 21 населённый пункт, объединявших 8 сельсоветов как административно-территориальных образований края, в границах которых было образовано соответственно 8 муниципальных образований со статусом сельских поселений:
- Знаменский сельсовет: село Знаменка; сёла Добровка, Пановка
- Максимовский сельсовет: село Максимовка; село Андреевка
- Нововознесенский сельсовет: село Нововознесенка; сёла Даниловка, Демьяна Бедного, Зелёная Роща
- Покровский сельсовет: село Покровка; село Павловка
- Пригородный сельсовет: село Пригородное; село Куатовка
- Селекционный сельсовет: село Селекционное; сёла Екатериновка, Райгород
- Семёновский сельсовет: село Семёновка; сёла Владимировка, Весёлое
- Славгородский сельсовет: село Славгородское; село Архангельское

### Упразднённые населённые пункты
- Александрополь
- Беккердиновка
- Бубны
- Крыжановка
- Лозовка
- Новобатаевка
- Парасковьевка
- Прасковьевка
- Преображенка
- Ровное
- Село Демьяна Бедного
- Тахтановка
- Херсонка (Алтайский край)

## Экономика
Основное направление экономики — сельское хозяйство: производство зерна, подсолнечника, мяса. Число дворов — 4279, число фермерских хозяйств — 88, число коллективных хозяйств — 8.

## Транспорт
По территории района проходит автомобильная трасса «Славгород — Камень-на-Оби».